# Bátmonostor
Bátmonostor je obec v Maďarsku v župě Bács-Kiskun v okrese Baja.

## Poloha
Bátmonostor leží na jihu Maďarska. Prochází jím silnice spojující Baju a Sombor.